# Toro umbilical

Representación de un toro umbilical

Un toro umbilical o brazalete umbilical es una forma tridimensional de una sola arista, que da tres vueltas alrededor del anillo antes de regresar al punto de partida. La forma también tiene una única cara externa. Una sección transversal de la superficie forma un deltoide.

## Propiedades

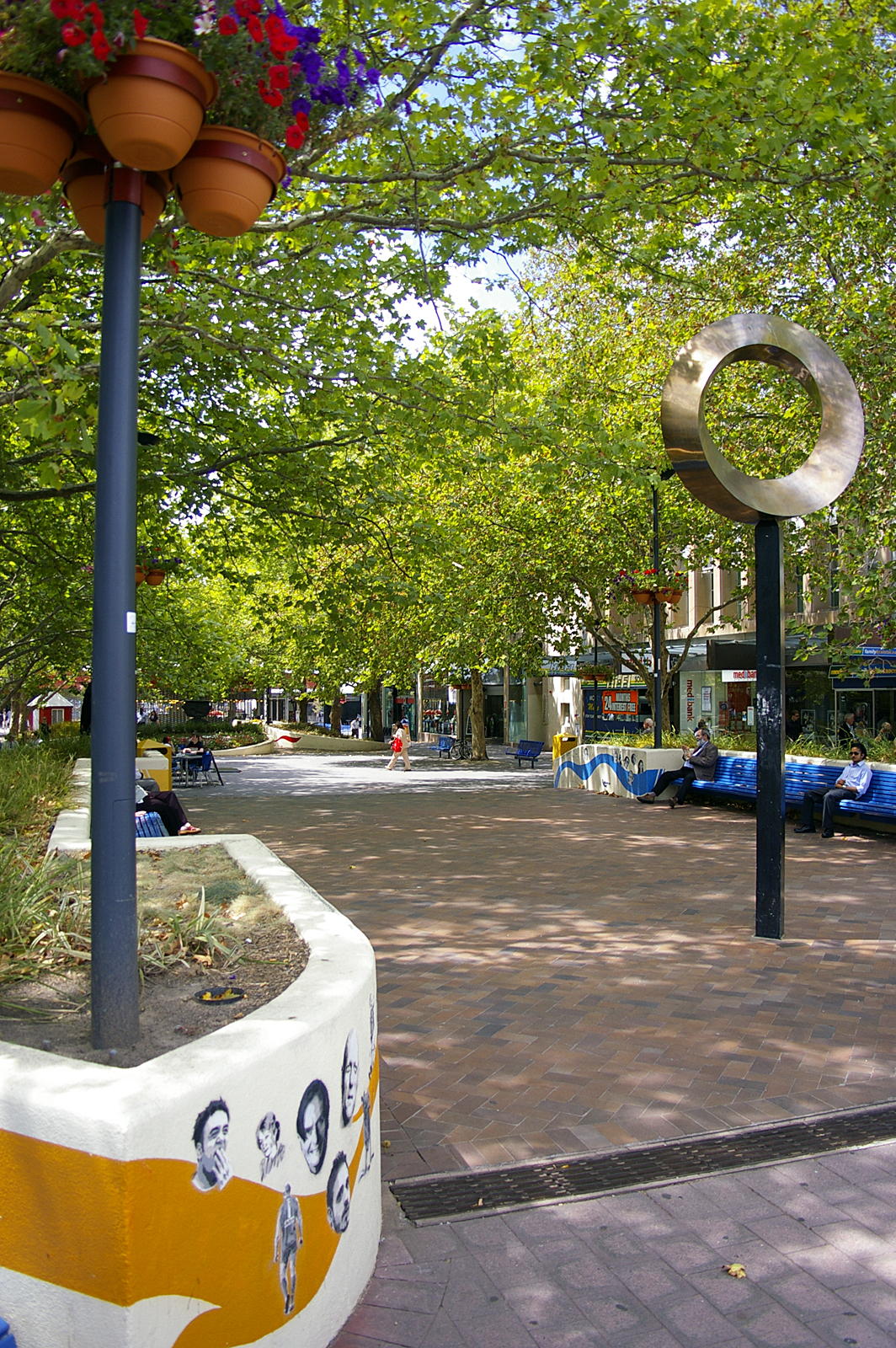
Eternity, por John Robinson

El toro umbilical aparece como ejemplo en la teoría de la singularidad, en particular en la clasificación de puntos umbilicales que están determinados por formas cúbicas reales del tipo {\displaystyle ax^{3}+3bx^{2}y+3cxy^{2}+dy^{3}}. Las clases de equivalencia de tales cúbicas forman un espacio proyectivo real tridimensional y el subconjunto de formas parabólicas definen una superficie: el toro umbilical. Christopher Zeeman denominó a este conjunto brazalete umbilical en 1976.
El toroide está definido por el siguiente conjunto de ecuaciones paramétricas:
{\displaystyle x=\sin u\left(7+\cos \left({u \over 3}-2v\right)+2\cos \left({u \over 3}+v\right)\right)}
{\displaystyle y=\cos u\left(7+\cos \left({u \over 3}-2v\right)+2\cos \left({u \over 3}+v\right)\right)}
{\displaystyle z=\sin \left({u \over 3}-2v\right)+2\sin \left({u \over 3}+v\right)}
{\displaystyle {\text{for }}-\pi \leq u\leq \pi ,\quad -\pi \leq v\leq \pi }

## En escultura

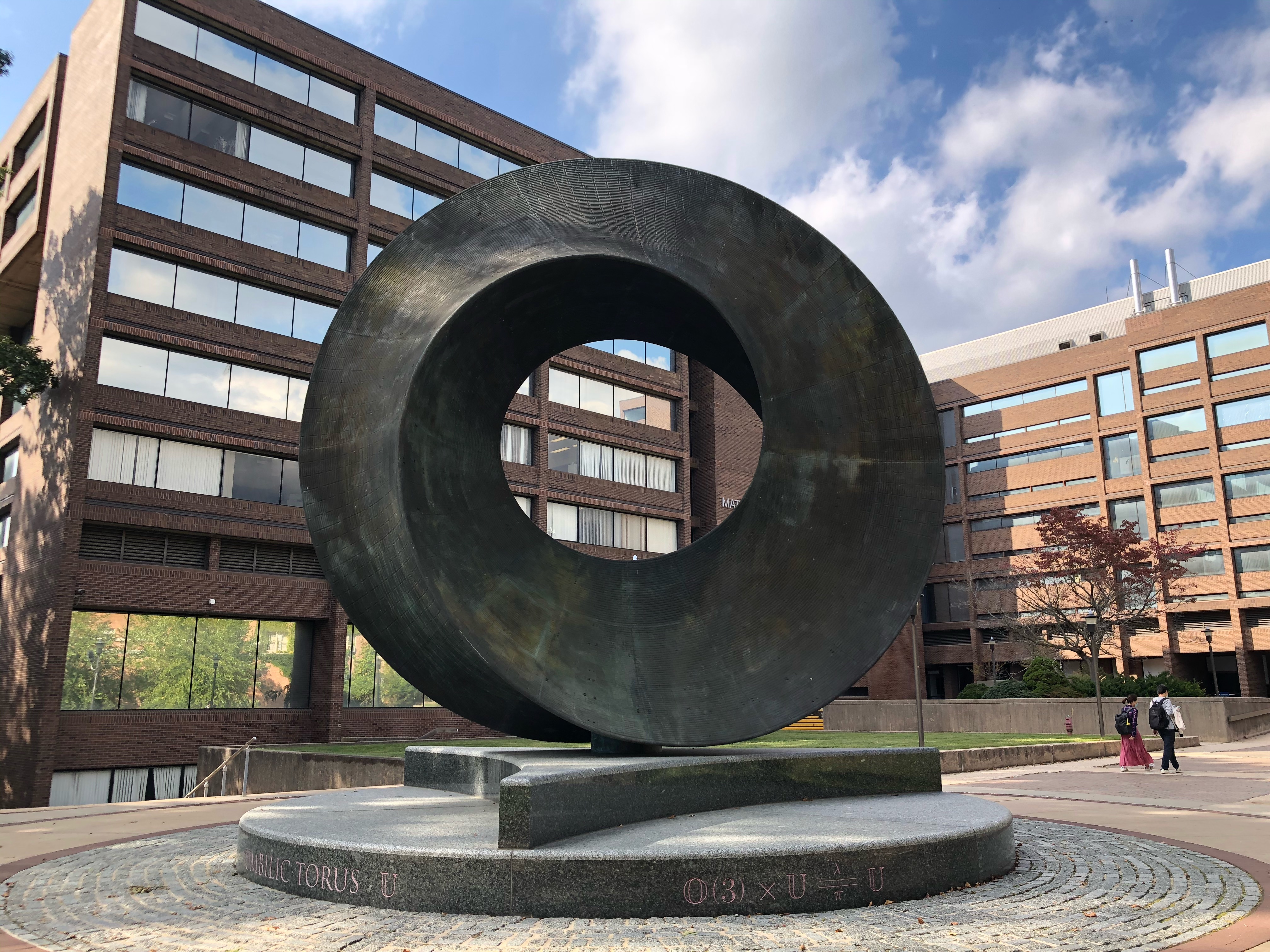
Umbilic Torus (Helaman Ferguson), en la Universidad de Stony Brook

- El escultor John Robinson creó una escultura (con el nombre "Eternidad") basada en la forma del toro umbilical en 1989, que tenía una sección transversal triangular en lugar del deltoide de un verdadero brazalete umbilical. Apareció en la portada del libro "Geometric Differentiation" (Diferenciación Geométrica) de Ian R. Porteous.[1]
- Helaman Ferguson ha creado una escultura de bronce de 27 pulgadas (69 centímetros), "Umbilic Torus", y es su obra de arte más conocida.
- En 2010, se anunció que Jim Simons había encargado la construcción de una escultura de un toro umbilical para colocarla junto a los edificios de Matemáticas y Física en la Universidad de Stony Brook, cerca del Centro Simons de Geometría y Física. El toro está fabricado en bronce fundido y está montado sobre una columna de acero inoxidable. El peso total de la escultura es de 65 toneladas y tiene una altura de 28 pies (8,5 m). El toroide tiene un diámetro de 24 pies (7,3 m), el mismo diámetro que la base de granito, en la que están inscritas varias fórmulas matemáticas que definen el toroide. La instalación se completó en septiembre de 2012.[3]

## En literatura
- En el cuento "What Dead Men Tell" (Lo que dicen los hombres muertos)[4] de Theodore Sturgeon, la acción principal tiene lugar en un corredor aparentemente interminable con la sección transversal de un triángulo equilátero. Al final, el protagonista especula que el corredor es en realidad una forma triangular retorcida sobre sí misma, como un banda de Möbius pero con los extremos girados 120 grados antes de conectarlos. Esto daba como resultado un pasillo interminable en el que después de tres pasadas se regresaba al punto de partida.